# De Kris Pusaka
De Kris Pusaka is een dertiendelige jeugdserie die tussen 31 oktober 1977 en 30 januari 1978 werd uitgezonden door de KRO. De serie gaat over een heilige kris met geheime krachten en werd geschreven door Anton Quintana, naar een idee van producent Carl Tewes, en geregisseerd door Bram van Erkel. Er is zowel op locatie gefilmd in Nederland als in Indonesië en er spelen Nederlandse en Indonesische acteurs in mee, met in de hoofdrollen Willem Nijholt en Erik van 't Wout.

## Verhaal
Ben van Rooyen koopt een kris op een antiekveiling in Amsterdam. Hij vermoedt dat het een echte Matamaram Kris is, een heilige kris met geheime krachten. Dit wordt bevestigd door professor Smit van het Tropeninstituut. Omdat een dergelijke kris van veel waarde is voor de familie aan wie deze toebehoort, wil Ben, samen met zijn jongere broer Mark, naar Indonesië gaan om zo de eigenaar te kunnen vinden. Maar Ben is niet de enige die belangstelling heeft voor de kris.

## Rolverdeling
| Acteur           | Personage                         |
| ---------------- | --------------------------------- |
| Willem Nijholt   | Ben van Rooyen                    |
| Erik van 't Wout | Mark van Rooyen                   |
| Dore Smit        | Anne                              |
| Peter Aryans     | Santos                            |
| Ben Aerden       | Professor Smit                    |
| Bob Goedhart     | Directeur van het Tropeninstituut |
| Bambany Hermanto | Inspecteur Maramis                |
| Doddy Sukma      | De man met de verrekijker         |
| Zuly Chudori     | Wati                              |
| Tang Cheung      | Chinees                           |
| Peter Tuinman    | Vink                              |
| Siem Vroom       | Sanders                           |
| Diana Dobbelman  | Bibliothecaresse                  |
| Fred Wetik       | Hanindyo                          |
| Dicky Zulkarnaen | Sudjono                           |
| Henny Temple     | Aryati                            |
| Sascha Nieboer   | Kartowikromo                      |

## Trivia
In het voorjaar van 2007 werd een dvd-box met de complete serie uitgebracht. Het eerste exemplaar werd uitgereikt aan hoofdrolspeler Willem Nijholt.